# Katarina Pavljašević
Katarina Pavljašević (Tuzla, 2001.), hrvatska bosanskohercegovačka violinistica

## Životopis
Rođena je u Tuzli 2001. godine. Svira violinu od pete godine života. Prvi solistički koncert održala je 2013. u Međunarodnoj galeriji portreta, još kao učenica III razreda Osnovne glazbene škole Tuzla u klasi profesorice Ivane Arnold, kao učenica šestog razreda Osnovne škole "Sveti Franjo" pri Katoličkom školskom centru u Tuzli i učenica četvrtog razreda Osnovne glazbene škole "Vuk Karadžić" u Loznici. Do tad je mnogo puta javno nastupala u BiH i inozemstvu. Tijekom Osnovne glazbene škole bila je i u klasama Nataše Kakeš i Nermane Šehić, a završni razred i treći solistički koncert pripremila je s profesoricom Džanom Begović. Četvrti solistički koncert ostvarila je u Bosanskom kulturnom centru Tuzla 31. ožujka 2017., učenica Muzičke škole “Dr Vojislav Vučković” Beograd, u klasi profesorice Biljane Stevanović. Članica je Tuzlanskog komornog orkestra.

## Nagrade
- Prva nagrada na međunarodnom natjecanju "Mladi virtuozi - etide i skale" u Zagrebu 2017.[1]
- Posebna nagrada Hrvatskog društva skladatelja.[1]

## Vanjske poveznice
- Hrvatski glasnik 2017.  Arhivirana inačica izvorne stranice od 23. rujna 2017. (Wayback Machine)
- (boš.) Klix.ba D. Brkić/Klix.ba: Violinistica Katarina Pavljašević osvojila publiku u Tuzli, 25. travnja 2013.